# Хромит
Хромит је кристални минерал састављен првенствено од једињења гвожђе(II) оксида и хром(III) оксида. Може се представити хемијском формулом FeCr2O4. То је оксидни минерал који припада групи спинела. Елемент магнезијум може заменити гвожђе у различитим количинама јер формира чврсти раствор са магнезиохромитом (MgCr2O4). Такође може доћи до супституције елемента алуминијума, што доводи до херцинита (FeAl2O4). Хромит се данас вади посебно за производњу нерђајућег челика кроз производњу ферохрома (FeCr), који је легура гвожђа и хрома.
Зрна хромита се обично налазе у великим мафичним магматским интрузијама као што је Бушвелд у Јужној Африци и Индији. Хромит је гвоздено-црне боје са металним сјајем, тамносмеђом пругом и тврдоћом на Мосовој скали од 5,5.

## Својства
Хромитски минерали се углавном налазе у мафичним-ултрамафичним магматским интрузијама, а понекад се налазе и у метаморфним стенама. Хромитски минерали се јављају у слојевитим формацијама које могу бити дугачке стотине километара и дебљине неколико метара. Хромит је такође чест у гвозденим метеоритима и формира се у вези са силикатима и минералима троилита.

### Кристална структура
Хемијски састав хромита може се представити као FeCr2O4, где је гвожђе у оксидационом стању +2, а хром у оксидационом стању +3. Боксит, када се јавља као руда или у масивном облику, формира се као фини зрнасти агрегати. Структура руде може се видети као плочаста, са преломима дуж равни слабљења. Хромит се такође може представити у танком пресеку. Зрна која се виде у танким пресецима су расута кристалима који су еуедарског до субедарског облика.
Хромит садржи магнезијум, двовалентно гвожђе [Fe(II)], алуминијум и трагове титанијума. Хромит се може претворити у различите минерале на основу количине сваког елемента у минералу. Хромит је део спинел групе, што значи да је у стању да формира комплетан низ чврстих раствора са другим члановима исте групе. Ту спадају минерали као што су ченмингит (FeCr2O4), сијеит (FeCr2O4), магнезиохромит (MgCr2O4) и магнетит (Fe2+Fe3+2O4). Ченмингит и сијеит су полиморфи хромита, док су магнезиохромит и магнетит изоструктурни са хромитом. 

### Величина и морфологија кристала
Хромит се јавља као масивни и грануларни кристали, а веома ретко као октаедарски кристали. Твининг код овог минерала се дешава на {III} равни, као што је описано законом спинела. 
Зрна минерала су генерално мале величине. Међутим, зрна хромита до 3 cm су пронађени. Види се да ова зрна кристалишу из течности тела метеорита где постоје мале количине хрома и кисеоника. Велика зрна су повезана са стабилним презасићеним условима који се виде са тела метеорита.

### Реакције
Хромит је важан минерал који помаже у одређивању услова под којима се стене формирају. Може реаговати са различитим гасовима као што су угљен-моноксид и угљен-диоксид. Реакција између ових гасова и чврстих зрна хромита резултира редукцијом хромита и омогућава формирање легура гвожђа и хрома. Такође је могуће формирање металних карбида услед интеракције са хромитом и гасовима.
Хромит се формира рано у процесу кристализације. Ово омогућава хромиту да буде отпоран на ефекте промена високих температура и притисака који се виде у метаморфним серијама. Може да напредује кроз метаморфне серије непромењено. Види се да се други минерали са нижом отпорношћу мењају у овој серији у минерале као што су серпентин, биотит и гранат.

## Расподела наслага
Хромит се налази као ортокумулатна сочива у перидотиту из Земљиног плашта. Такође се јавља у слојевитим, ултрамафичним интрузивним стенама. Поред тога, налази се у метаморфним стенама као што су неки серпентинити. Рудне наслаге хромита формирају се као ране магматске диференцијације. Обично се повезује са оливином, магнетитом, серпентином и корундом. Огромни магматски комплекс Бушвелд у Јужноафричкој Републици је велико слојевито мафично до ултрамафично магматско тело са неким слојевима који се састоје од 90% хромита, формирајући ретку стену типа хромитит (упоредити хромит, минерал и хромитит, стена која садржи хромит)  Магматски комплекс Стилвотер у Монтани такође садржи значајне количине хромита. 
Хромит погодан за комерцијално рударство налази се у само неколико веома значајних налазишта. Постоје две главне врсте хромитних наслага: стратиформни наслага и подиформни наслага. Стратиформне наслаге у слојевитим интрузијама су главни извор хромитних ресурса и налазе се у Јужноафричкој Републици, Канади, Финској и Мадагаскару. Ресурси хромита из подиформних лежишта налазе се углавном у Казахстану, Турској и Албанији. Зимбабве је једина земља која садржи значајне резерве хромита и у стратиформним и у подиформним налазиштима.

### Стратиформне наслаге
Стратиформне наслаге се формирају као велика тела налик плочама, обично формирана у слојевитим мафичним до ултрамафичним магматским комплексима. Ова врста наслага се користи за добијање 98% светских резерви хромита.
Стратиформне наслаге се обично сматрају прекамбријским и налазе се у кратонима. Мафичне до ултрамафичне магматске провинције у којима су се ови налази формирали вероватно су продрле у континенталну кору, која је могла да садржи граните или гнајсеве. Облици ових интрузија описани су као табеларни или левкасти. Табличасте интрузије су постављене у облику прагова, при чему је слојевитост ових интрузија паралелна. Примери ових табеларних интрузија могу се видети у магматском комплексу Стилвотер и реци Берд. Види се да се интрузије у облику левка спуштају према центру интрузије. Ово даје слојевима у овој интрузији синклиналну формацију. Примери ове врсте интрузије могу се видети у магматском комплексу Бушвелд и Великом насипу.
Хромит се може видети у стратиформним наслагама као више слојева који се састоје од хромитита. Дебљине ових слојева крећу се између 1 cm и 1 m. Бочне дубине могу достићи дужину од 70 km. Хромитит је главна стена у овим слојевима, при чему је 50–95% направљено од хромита, а остатак од оливина, ортопироксена, плагиокласа, клинопироксена и различитих производа алтерације ових минерала. Индикација воде у магми се одређује присуством смеђег лискуна.

### Подиформне наслаге
Подиформне наслаге се јављају унутар офиолитских секвенци. Стратиграфија офиолитског низа је дубокоокеански седимент, пилоу лаве, листовити насипи, габро и ултрамафични тектонити.
Ове наслаге се налазе у ултрамафичним стенама, а најзначајнија у тектонитима. Може се видети да се обиље подиформних наслага повећава према врху тектонита.
Подиформне наслаге су неправилног облика. „Под“ је термин који су геолози дали да би изразили неизвесну морфологију овог лежишта. Овај депозит показује фолијацију која је паралелна фолијацији стене домаћина. Подиформни депозити се описују као дискордантни, субконкордантни и конкордантни. Хромит у подиформним наслагама формира се као анхедрална зрна. Руде које се виде у овој врсти лежишта имају нодуларну текстуру и представљају растресито збијене нодуле величине од 5 до 20 mm. Остали минерали који се виде у подиформним наслагама су оливин, ортопироксен, клинопироксен, паргасит, лискуни, албит и жадеит.

## Утицаји на здравље и животну средину
Хром екстрахован из хромита се користи у великим размерама у многим индустријама, укључујући металургију, галванизацију, боје, штављење и производњу папира. Загађење животне средине шестовалентним хромом је велика здравствена и еколошка брига. Хром је најстабилнији у свом тровалентном (Cr(III)) облику, који се јавља у стабилним једињењима као што су природне руде. Cr(III) је есенцијални хранљиви састојак, неопходан за метаболизам липида и глукозе код животиња и људи. Насупрот томе, други најстабилнији облик, шестовалентни хром (Cr(VI)), генерално се производи људском активношћу и ретко се виђа у природи (као код крокојина), и веома је токсичан канцероген који може убити животиње и људе ако се унесе у великим дозама.
Утицаји на здравље
Када се хромитна руда вади, она је намењена производњи ферохрома и производи хромитни концентрат са високим односом хрома и гвожђа. Такође се може здробити и обрадити. Концентрат хромита, када се комбинује са редукујућим агенсом као што је угаљ или кокс и пећ на високој температури, може произвести ферохром. Ферохром је врста феролегуре која је легура између хрома и гвожђа. Ова феролегура, као и концентрат хромита, могу имати разне здравствене ефекте. Увођење дефинитивног приступа контроли и различитих техника ублажавања може пружити значај безбедности људског здравља.
Када је хромитна руда изложена површинским условима, може доћи до елувијалних процеса и оксидо-редукције. Елемент хром је најзаступљенији у хромиту у облику тровалентног (Cr-III). Када је хромитна руда изложена надземним условима, Cr-III се може претворити у Cr-VI, што је шестовалентно стање хрома. Cr-VI се производи од Cr-III сувим млевењем руде. То је због влажности процеса млевења, као и атмосфере у којој се млевење одвија. Влажна средина и атмосфера без оксигенације су идеални услови за производњу мањег броја Cr-VI, док је познато да супротно ствара више Cr-VI.
Примећено је да производња ферохрома емитује загађујуће материје у ваздух као што су азотни оксиди, угљеников оксиди и оксиди сумпотс, као и честице прашине са високом концентрацијом тешких метала као што су хром, цинк, олово, никл и кадмијум. Током топљења хромитне руде на високој температури за производњу ферохрома, Cr-III се претвара у Cr-VI. Као и хромитна руда, ферохром се меље и стога производи Cr-VI. Cr-VI се стога уноси у прашину када се производи ферохром. Ово уводи здравствене ризике као што су потенцијал удисања и испирање токсина у животну средину. Људска изложеност хрому је путем гутања, контакта са кожом и удисањем. Хром-III и VI ће се акумулирати у ткивима људи и животиња. Излучивање ове врсте хрома из тела је обично веома споро, што значи да се повишене концентрације хрома могу видети деценијама касније у људским ткивима.
Утицаји на животну средину
Рударство хромита, производња хрома и ферохрома може бити токсично за животну средину. Рударство хромита је неопходно када је у питању производња економских добара.
Као резултат испирања земљишта и експлицитног испуштања из индустријских активности, трошење стена које садрже хром ући ће у водени стуб. Пут апсорпције хрома у биљкама је још увек нејасан, али пошто је неесенцијални елемент, хром неће имати посебан механизам за ту апсорпцију који је независан од специјације хрома. Студије биљака су показале да токсични ефекти хрома на биљке укључују ствари као што су увенуће, уски листови, одложени или смањени раст, смањење производње хлорофила, оштећење коренских мембрана, мали коренски системи, смрт и још много тога. Структура хрома је слична другим есенцијалним елементима, што значи да може утицати на минералну исхрану биљака.
Током индустријских активности и производње, ствари попут седимента, воде, земљишта и ваздуха постају загађене и контаминиране хромом. Шестовалентни хром има негативан утицај на екологију земљишта јер смањује присуство, функцију и разноликост микроорганизама у земљишту. Концентрације хрома у земљишту варирају у зависности од различитих састава седимената и стена од којих је земљиште направљено. Хром присутан у земљишту је мешавина Cr(VI) и Cr(III). Одређене врсте хрома, као што је хром-VI, имају способност да продру у ћелије организама. Честице прашине из индустријских операција и индустријске отпадне воде контаминирају и загађују површинске воде, подземне воде и земљиште.
У воденим срединама, хром може доживети процесе као што су солватација, сорпција, таложење, оксидација, редукција и десорпција. У воденим екосистемима хром се биоакумулира у бескичмењацима, воденим биљкама, рибама и алгама. Ови токсични ефекти ће деловати другачије јер се ствари попут пола, величине и фазе развоја организма могу разликовати. Ствари попут температуре воде, њене алкалности, салинитета, pH вредности и других загађивача такође ће утицати на ове токсичне ефекте на организме.

## Примене
Хромит се може користити као ватростални материјал јер има високу топлотну стабилност. Хром екстрахован из хромита користи се у хромирању и легирању за производњу суперлегура отпорних на корозију, нихрома и нерђајућег челика. Хром се користи као пигмент за стакло, глазуре и боје, и као оксидациони агенс за штављење коже. Такође се понекад користи као драги камен. Већина сјајних аутомобилских украса је хромирана. Суперлегуре које садрже хром омогућавају млазним моторима да раде под великим напрезањем, у хемијски оксидујућем окружењу и у условима високе температуре.

### Пигментација порцеланских плочица
Порцеланске плочице се често производе у много различитих боја и пигментација. Уобичајени допринос боји код брзопечених порцеланских плочица је црна боја (Fe,Cr)
2O
3 пигмент, који је прилично скуп и синтетички је. Природни хромит омогућава јефтину и неорганску пигментацију као алтернативу скупим (Fe,Cr)
2O
3 и омогућава да се микроструктура и механичка својства плочица значајно не промене или модификују приликом увођења.

## Галерија
- Узорак хромита под петрографским микроскопом у обичној поларизованој светлости (PPL)
- Зрна хромита са зрнима белог калцита
- Зелени оксид хрома из Балтимора, Мериленд
- Велики, једнаки кристали хромита из Ханге, округ Кенема, Источна провинција, Сијера Леоне